# 比耶尔讷
比耶尔讷（法語：Bierne，法語發音：[bjɛʁn]）是法国上法蘭西大區北部省的一个市镇，属于敦刻尔克区。

## 地理
比耶尔讷（50°57'46"N, 2°24'39"E）面积11.04 平方千米，位于法国上法蘭西大區北部省，该省份为法国最北部的省份及最长的省份，西北濒北海，西接加来海峡省，南至埃纳省和索姆省，东与比利时接壤。
与比耶尔讷接壤的市镇（或旧市镇、城区）包括：贝尔格、索克斯、斯泰讷、阿姆布茨卡佩勒、大卡佩勒、泰特盖姆-库德凯尔克村。

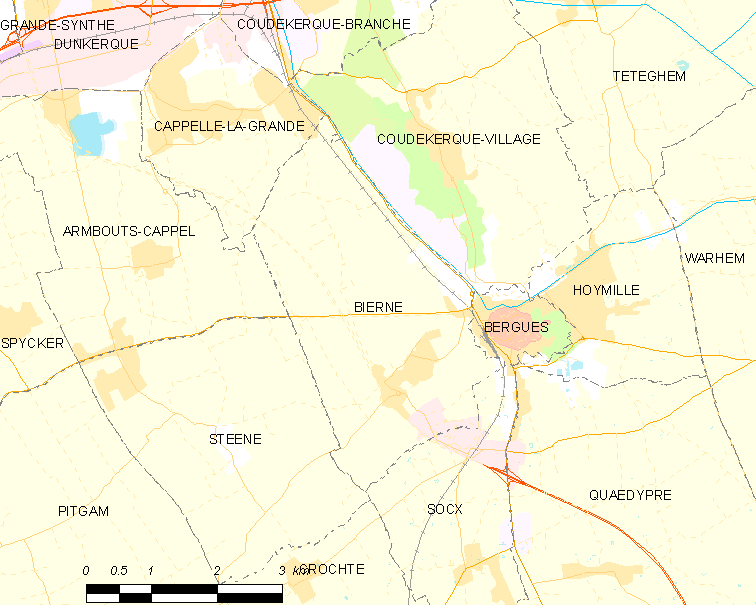
比耶尔讷的OSM定位图

比耶尔讷的时区为UTC+01:00、UTC+02:00（夏令时）。

## 行政
比耶尔讷的邮政编码为59380，INSEE市镇编码为59082。

## 政治
比耶尔讷所属的省级选区为库德凯尔克布朗什县。

## 人口

1962-2008年间比耶尔讷人口变化图示

比耶尔讷于2022年1月1日时的人口数量为1744人。